# Emil Martinsen Lilleberg
Emil Martinsen Lilleberg, född 2 februari 2001, är en norsk professionell ishockeyback som är kontrakterad till Tampa Bay Lightning i National Hockey League (NHL) och spelar för Syracuse Crunch i American Hockey League (AHL).
Han har tidigare spelat för IK Oskarshamn i Svenska Hockeyligan (SHL) och Sparta Sarpsborg i Get-ligaen/Fjordkraftligaen.
Martinsen Lilleberg draftades av Arizona Coyotes i fjärde rundan i 2021 års draft som 107:e spelare totalt.

## Statistik
| 2018–2019               | Sparta Sarpsborg        | Get-ligaen              | 37 | 1 | 1  | 2  | 24  | 6  | 0 | 0 | 0 | 4 |
| 2019–2020               | Sparta Sarpsborg        | Get-ligaen              | 39 | 0 | 12 | 12 | 71  | —  | — | — | — | — |
| 2020–2021               | Sparta Sarpsborg        | Fjordkraftligaen        | 18 | 2 | 2  | 4  | 39  | —  | — | — | — | — |
| 2021–2022               | IK Oskarshamn           | SHL                     | 47 | 0 | 7  | 7  | 16  | 10 | 0 | 0 | 0 | 2 |
| 2022–2023               | IK Oskarshamn           | SHL                     | 46 | 3 | 8  | 11 | 41  | 3  | 0 | 1 | 1 | 2 |
| 2023–2024               | Tampa Bay Lightning     | NHL                     | 1  | 0 | 0  | 0  | 0   | —  | — | — | — | — |
|                         | Syracuse Crunch         | AHL                     | 31 | 1 | 11 | 12 | 45  | —  | — | — | — | — |
| NHL totalt              | NHL totalt              | NHL totalt              | 1  | 0 | 0  | 0  | 0   | —  | — | — | — | — |
| SHL totalt              | SHL totalt              | SHL totalt              | 93 | 3 | 15 | 18 | 57  | 13 | 0 | 1 | 1 | 4 |
| Fjordkraftligaen totalt | Fjordkraftligaen totalt | Fjordkraftligaen totalt | 94 | 3 | 15 | 18 | 134 | 6  | 0 | 0 | 0 | 4 |

### Internationellt
| Källa: Uppdaterad: 2024-01-07 | Källa: Uppdaterad: 2024-01-07 | Källa: Uppdaterad: 2024-01-07 |         | Utv = Utvisningsminuter | Utv = Utvisningsminuter | Utv = Utvisningsminuter | Utv = Utvisningsminuter | Utv = Utvisningsminuter |
| År                            | Lag                           | Mästerskap                    | Matcher | Mål                     | Assists                 | Poäng                   | Utv                     |                         |
| ----------------------------- | ----------------------------- | ----------------------------- | ------- | ----------------------- | ----------------------- | ----------------------- | ----------------------- | ----------------------- |
| 2018                          | Norge                         | U18-VM D1A                    | 5       | 0                       | 1                       | 1                       | 2                       |                         |
| 2019                          | Norge                         | U18-VM D1A                    | 5       | 0                       | 2                       | 2                       | 8                       |                         |
| 2019                          | Norge                         | JVM D1A                       | 4       | 0                       | 3                       | 3                       | 6                       |                         |
| 2020                          | Norge                         | JVM D1A                       | 5       | 0                       | 2                       | 2                       | 4                       |                         |
| 2021                          | Norge                         | VM                            | 6       | 1                       | 0                       | 1                       | 14                      |                         |
| 2022                          | Norge                         | VM                            | 7       | 0                       | 0                       | 0                       | 4                       |                         |
| 2023                          | Norge                         | VM                            | 7       | 0                       | 0                       | 0                       | 4                       |                         |
| Junior totalt                 | Junior totalt                 | Junior totalt                 | 19      | 0                       | 8                       | 8                       | 20                      |                         |
| Senior totalt                 | Senior totalt                 | Senior totalt                 | 20      | 1                       | 0                       | 1                       | 22                      |                         |